# Bang Eun-jung
Bang Eun-jung (en hangul, 방은정; nacida el 10 de agosto de 1992) es una actriz y modelo surcoreana.

## Formación
Bang practicó violonchelo desde la escuela primaria hasta sus años universitarios, y también ha estudiado por su cuenta pansori. Durante la escuela secundaria su objetivo era estudiar periodismo para hacerse reportera o locutora, pero gracias a su buena preparación musical se le recomendó que pasara a actuación. Se graduó en Cine y Teatro en la Universidad Sejong.

## Carrera
Junto a su carrera como actriz, Bang trabaja también como modelo publicitaria.
Por lo que respecta al cine, en 2014 tuvo una pequeña aparición en Set Me Free, pero su primer papel importante fue cuatro años más tarde en la película independiente de Lee Hwan Park Hwa-young, donde es una adolescente fugitiva. En cine comercial debutó al año siguiente, 2019, con Start-Up.Y en 2020 repitió con Lee Hwan en Young Adult Matters, otra película centrada en el mundo de los jóvenes marginados; en este filme su papel es el de una estudiante de secundaria que acosa de día a la protagonista, mientras que de noche tiene una relación con ella.
Tras su paso por Eco Global Group y por Morivus Entertainment, el 21 de mayo de 2021 se anunció que la actriz había firmado un contrato de representación exclusiva con la agencia Woongbin E&S.
En 2022 fue Lee Da-seul, la autoritaria capitana del equipo de esgrima, en la serie Veinticinco, veintiuno.

## Filmografía

### Cine
| Año  | Título                                 | Hangul                    | Papel              | Notas        | Ref.        |
| ---- | -------------------------------------- | ------------------------- | ------------------ | ------------ | ----------- |
| 2014 | Set Me Free                            | 거인                      | Miembro del coro   |              |             |
| 2018 | Park Hwa-young                         | 박화영                    | Eun-jung           |              |             |
| 2019 | Remembered                             | 오늘도 무사히             |                    | Cortometraje | [ 2 ]       |
| 2019 | Start-Up                               | 시동                      | Kim Go-eun         |              | [ 3 ] [ 9 ] |
| 2020 | Young Adult Matters                    | 어른들은 몰라요           | Eun-jeong          |              | [ 4 ]       |
| 2020 | On July 7                              | 7월7일                    | Soo-in             |              | [ 10 ]      |
| 2021 | You're So Precious to Me               | 내겐 너무 소중한 너       | Narradora Eun-sook |              | [ 11 ]      |
| 2022 | The Killer: A Girl Who Deserves to Die | 더 킬러: 죽어도 되는 아이 | Sung-yeon          |              | [ 12 ]      |

### Series de televisión
| Año  | Título                             | Papel         | Canal     | Notas                   | Ref.          |
| ---- | ---------------------------------- | ------------- | --------- | ----------------------- | ------------- |
| 2016 | Team Play Trap                     | Soo-mi        |           | Serie web               |               |
| 2017 | The Sensible Life of Director Shin | Eun-jung      |           | Serie web               | [ 1 ]         |
| 2017 | I Need a Standard                  | Doo Soo-ah    | Channel A | Serie web               | [ 13 ]        |
| 2017 | No Bad Days                        | Lee Haru      |           |                         |               |
| 2018 | I Need a Standard 2                | Doo Soo-ah    | Channel A | Serie web               | [ 14 ]        |
| 2018 | What Are You Doing For Christmas   | Mi-joo        | Naver     | Drama web en dos partes | [ 15 ]        |
| 2021 | My Roommate Is a Gumiho            | Jeon Da-young | tvN       |                         | [ 16 ]        |
| 2021 | Love Refresh                       | Hyun Ji-eun   |           | Serie web               |               |
| 2021 | Peng                               | Doo Ru-mi     | Watcha    | Serie web               | [ 17 ] [ 18 ] |
| 2022 | Veinticinco, veintiuno             | Lee Da-seul   | tvN       |                         | [ 8 ]         |
| 2022 | The Good Detective                 | Sung Joo-ri   | JTBC      | 2.ª temporada, ep. 3-4  | [ 19 ]        |
| 2024 | DNA Lover                          | Nam Sung-mi   | TV Chosun |                         | [ 20 ]        |

### Vídeos musicales
| Año  | Título               | Hangul           | Artista | Notas                               | Ref.          |
| ---- | -------------------- | ---------------- | ------- | ----------------------------------- | ------------- |
| 2018 | Cita a ciegas        | 소개팅날         | Lee Woo |                                     | [ 21 ]        |
| 2020 | A Reason To Break Up |                  | Lee Woo |                                     |               |
| 2021 | Te odio              | 널 미워하고 있어 | Dodo    | Parte de The Ballad Trilogy Project | [ 22 ] [ 23 ] |